# دراج خوش‌سیما
دراج خوش‌سیما (نام علمی: Francolinus nobilis) نام یک گونه از سرده دراج است.